# Rattus argentiventer
Rattus argentiventer — один з видів гризунів роду пацюків (Rattus).

## Поширення
Країни проживання: Бруней-Даруссалам, Камбоджа, Індонезія, Лаос, Малайзія, Філіппіни, Сінгапур, Таїланд, Східний Тимор, В'єтнам. Його природним середовищем існування, ймовірно, є болотисті луки, але сьогодні живе на рисових полях, луках і плантаціях. У цілому синантропний з людьми.

## Морфологічні особливості
Гризуни середнього розміру, завдовжки 140—210 мм, хвіст — 130—201 мм, стопа — 32 — 40 мм, вуха — 19 — 24 мм; вага сягає до 212 г.

## Зовнішній вигляд
Тіло міцної статури, вкрите гладким і помірно тернистим хутром. Верхні частини змінюються від світло-коричневого до оранжево-коричневого забарвлення, з чорнуватими відблисками, тоді як вентральні частини сріблясто-сірі, іноді з чорнуватою середньою смугою. Щоки сірі. Вуха великі, нерясно покриті дрібними волосками. У деяких особин на передній їх основі спостерігається пучок коричнево-оранжевого волосся. Ноги довгі та тонкі, менші та гладкіші, ніж у видів Rattus tiomanicus і Rattus tanezumi. Хвіст довший за голову та тіло, він рівномірно темно-коричневий. У самок є 3 пари грудних сосків і 3 пахових. Каріотип дорівнює 2n = 42 FN = 58-62.

## Загрози та охорона
Немає серйозних загроз виду. Присутній на кількох охоронних територіях.